# Andreï Polivalov
Pas d'image ? Cliquez ici

a Compétitions nationales et continentales officielles uniquement.

b Matchs officiels uniquement.
Dernière mise à jour le 17 décembre 2020.
Andreï Polivalov (en russe : Андрей Поливалов, également connu sous la translittération anglaise Andrey Polivalov), né le 9 août 1986, est un joueur russe de rugby à XV qui joue au poste de pilier. 

## Biographie
Natif de Penza, il commence par jouer au rugby à XIII. Son club fusionne ensuite avec l'Imperia-Dynamo, et c'est ainsi qu'il débute le rugby à XV. Il jouera plusieurs saisons avec l'Imperia, avant de partir en 2013 au sein de l'AgroUniversity Kazan. Cette même saison, il connaît sa première sélection en équipe de Russie de rugby à XV.
Mais l'équipe de Kazan est en difficulté financière. Il est courtisé par les trois principaux clubs russes du moment, Krasny Iar, VVA Podmoskovie et le Ienisseï-STM, et choisit finalement ce dernier. Alors qu'il n'avait plus connu la sélection nationale depuis 2013, il est rappelé en 2015. Il retrouve ensuite la sélection en 2016 lors de la Coupe des Nations de Hong Kong 2016 (en) qu'il remporte. À partir de là, il deviendra un joueur important de l'équipe, participant chaque année au championnat d'Europe.
Pendant ce temps en club, il remporte plusieurs titres de champion de Russie et prend part aux campagnes européennes, en Challenge Cup, du Ienisseï-STM. Il inscrire le premier essai d'un club russe lors de la réception du Connacht (et un deuxième quelques minutes plus tard).
En 2019, il quitte finalement le Ienisseï-STM pour rejoindre le VVA Podmoskovie. La même année, il est appelé pour participer à la coupe du monde de rugby au Japon. Il prend part à trois matchs du mondial, dont un en tant que titulaire face à l'Irlande.
En 2022, il retourne dans sa ville natale de Penza, rejoignant le Lokomotiv Penza.

## Palmarès
- Supercoupe de Russie de rugby à XV 2014
- Championnat de Russie de rugby à XV 2014
- Coupe des Nations de Hong Kong 2016 (en)
- Championnat de Russie de rugby à XV 2016
- Championnat de Russie de rugby à XV 2017
- Championnat de Russie de rugby à XV 2018

## Statistiques

### En sélection
| Année | Compétition                              | Matchs | Points | Essais | Transf. | Drops | Pénal. |
| ----- | ---------------------------------------- | ------ | ------ | ------ | ------- | ----- | ------ |
| 2013  | CEN D1 2012-2014                         | 1      | -      | -      | -       | -     | -      |
| 2013  | Coupe des Nations 2013                   | 2      | -      | -      | -       | -     | -      |
| 2015  | Test                                     | 1      | -      | -      | -       | -     | -      |
| 2016  | Coupe des Nations de Hong Kong 2016 (en) | 3      | -      | -      | -       | -     | -      |
| 2017  | REC 2017                                 | 4      | -      | -      | -       | -     | -      |
| 2017  | Coupe des Nations 2017                   | 3      | -      | -      | -       | -     | -      |
| 2018  | REC 2018                                 | 5      | -      | -      | -       | -     | -      |
| 2019  | REC 2019                                 | 4      | 5      | 1      | -       | -     | -      |
| 2019  | Coupe des Nations 2019                   | 3      | -      | -      | -       | -     | -      |
| 2019  | Test                                     | 1      | -      | -      | -       | -     | -      |
| 2019  | Coupe du monde de rugby à XV 2019        | 3      | -      | -      | -       | -     | -      |
| 2020  | REC 2020                                 | 1      | -      | -      | -       | -     | -      |
| Total | Total                                    | 31     | 5      | 1      | -       | -     | -      |

| Essai | Adversaire | Lieu                                 | Compétition | Date            | Résultat | Score |
| ----- | ---------- | ------------------------------------ | ----------- | --------------- | -------- | ----- |
| 1     | Belgique   | Stade central de Sotchi (en), Sotchi | REC 2019    | 16 février 2019 | Victoire | 64-7  |